# Quốc lộ 7 (Hàn Quốc)
Quốc lộ 7 (Tiếng Hàn: 국도 제 7호선, Gukdo Je Chil(7) Hoseon) là một đường quốc lộ ở Hàn Quốc. Nó kết nối Busan với Goseong ở tỉnh Gangwon. Trước đây còn là Bán đảo Triều Tiên, đường quốc lộ chạy đến Onsong, Hamgyong Bắc, Triều Tiên ngày nay.
Đường quốc lộ là một phần của Đường Xuyên Á số 6 cho đến khi các đoạn của Đường cao tốc Donghae mở cửa giao thông. Tên của nó trong Pohang~Goseong là Donghae-daero (Hangul: 동해대로).

## Lịch sử
- 31 tháng 11 năm 1979: Đoạn Samcheok~Pohang mở cửa giao thông. (2 làn)
- 29 tháng 12 năm 2010: Tất cả các đoạn của Quốc lộ 7 mở rộng 4 làn.